# José Carlos Avellar
José Carlos Avellar (Rio de Janeiro, 15 de dezembro de 1936 — Rio de Janeiro, 18 de março de 2016) foi um crítico e gestor público de cinema brasileiro.

## Crítico e ensaísta
Jornalista de formação, Avellar trabalhou por mais de vinte anos como crítico de cinema do Jornal do Brasil e foi integrante do conselho editorial da revista Cinemais e da publicação virtual El ojo que piensa, da Universidade de Guadalajara (México). Atuou como consultor dos festivais internacionais de cinema de Berlim (desde 1980), de San Sebastián (desde 1993) e de Montreal (desde 1995). De 2006 a 2011 foi curador (com Sérgio Sanz) do Festival de Gramado.
Publicou seis livros de ensaios sobre cinema, e foi co-autor de dezenas de trabalhos sobre o cinema brasileiro e latino-americano – entre eles "Le Cinéma Brésilien" (Centre Pompidou, Paris) e "Hojas de Cine" (Universidad Autonoma Metropolitana, México). Teve ainda inúmeros ensaios publicados em catálogos de festivais de cinema como o de Manheim, Locarno e Valladolid. Organizou a edição de "O Processo do CInema Novo", de Alex Viany e a edição brasileira das duas principais obras de Sergei Eisenstein, "A Forma do Filme" e "O Sentido do Filme", publicados pela Editora Zahar.

## Gestor público e professor
Não satisfeito com seu papel de critico e ensaísta, Avellar dedicou grande parte de sua vida, como gestor, à administração cultural do cinema brasileiro.
Na Cinemateca do Museu de Arte Moderna do Rio de Janeiro, foi vice-diretor em dois períodos (1969 e 1985) e diretor de 1991 a 1992. Foi diretor da Área Cultural da Embrafilme (1985-1987) e diretor-presidente da RioFilme (1994-2000). Presidiu o Conselho do Programa Petrobrás Cinema de 2001 a 2009.
Na Escola de Cinema Darcy Ribeiro, Avellar foi curador do Cineclube, editor dos Cadernos da ECDR e ainda fez parte da coordenação dos Cursos Regulares, onde lecionou Linguagem Audiovisual e História do Cinema Brasileiro.
Foi vice-presidente da Fipresci, Associação Internacional de Críticos de Cinema (1986-1995) e secretário da mesma entidade para a América Latina. Participou de júris oficiais e de júris da crítica em vários festivais internacionais, inclusive em Cannes e Veneza.
Por suas atividades cinematográficas, recebeu em dezembro de 2006 a condecoração de Chevalier des Arts et Lettres, conferida pelo governo francês, através do Cônsul Geral da França no Rio de Janeiro.

## Cineasta
Nos anos 1960 e 1970, José Carlos Avellar também exerceu várias funções como cineasta. Estreou na direção com o curta "Treiler" (4 min, 1965) e co-dirigiu dois filmes coletivos: "Destruição Cerebral" (25 min, 1977), com Nick Zarvos e Joatan Vilela; e "Viver é uma festa" (14 min, 1972) com Tereza Jorge, Isso Milan, Manfredo Caldas e Alvaro Freire.
Foi diretor de fotografia do média-metragem "Manhã Cinzenta" (1969) de Olney São Paulo e do longa-metragem "Triste Trópico" (1974), de Arthur Omar. Produziu o documentário "Passe Livre" (1974), de Oswaldo Caldeira, e montou "Iaô" (1976), de Geraldo Sarno.

## Morte
Avellar morreu em decorrência de complicações de um linfoma, em 18 de março de 2016 após ser internado em 9 de fevereiro no Centro de Tratamento Intensivo (CTI) do Hospital São Lucas, Rio de Janeiro.